# Baia Erebus
La baia Erebus (in inglese Erebus Bay) è una baia lungo la costa occidentale dell'isola di Ross in Antartide. Localizzata ad una latitudine di 77° 44' S e ad una longitudine di 166° 31' E si estende per circa 13 miglia (21 km) tra capo Evans e la penisola di Hut Point. 
È stata scoperta durante la spedizione Discovery (1901-04) sotto il comando di Robert Falcon Scott ed intitolata durante la sua seconda spedizione antartica che costruì il proprio campo nei pressi di capo Evans, nei pressi del monte Erebus.